# Kermit Love
Kermit Love (5 augustus 1916 – Poughkeepsie, 21 juni 2008) was een Amerikaanse poppenspeler, poppenmaker, acteur en kostuumontwerper.
Hij bedacht en ontwierp, samen met Jim Henson, personages van de Muppets, met name die uit Sesame Street (Sesamstraat). Zowel Henson als Love hebben altijd ontkend dat Kermit de Kikker naar de ontwerper was vernoemd.
- Bibliothèque nationale de France: cb17771606r (data)
- International Standard Name Identifier: 0000 0001 1495 7370
- Library of Congress Control Number: n97873046
- RKD-Nederlands Instituut voor Kunstgeschiedenis: 367484
- SNAC: w6gf0vs9
- Union List of Artist Names: 500129404
- Virtual International Authority File: 96639284
- WorldCat: E39PBJwRQTrqJqJrk8BhwqHpyd